# Paňa
Paňa – wieś i gmina (obec) w powiecie Nitra, w kraju nitrzańskim na Słowacji. Znajduje się na Nizinie Naddunajskiej, w kierunku na południowy wschód od miasta Nitra. Zabudowania wsi rozłożyły się nad Panianskim potokiem (Panianský potok).